# Bande d'instabilité

La bande d'instabilité.

La bande d'instabilité (The instability strip en anglais) est une zone pratiquement verticale du diagramme de Hertzsprung-Russell occupée par des étoiles variables pulsantes : les variables de type RR Lyrae, W Virginis, ZZ Ceti, RV Tauri, Delta Scuti, SX Phoenicis, les céphéides et les Étoiles Ap à oscillations rapides.
La bande d'instabilité coupe la séquence principale dans la région des étoiles A et F (1-2 M☉) et s'étend presque verticalement (légèrement inclinée vers la droite) vers les plus grandes luminosités.
La partie inférieure de la bande d'instabilité correspond au trou de Hertzsprung sur le diagramme de Hertzsprung-Russell.

## Position sur le diagramme HR

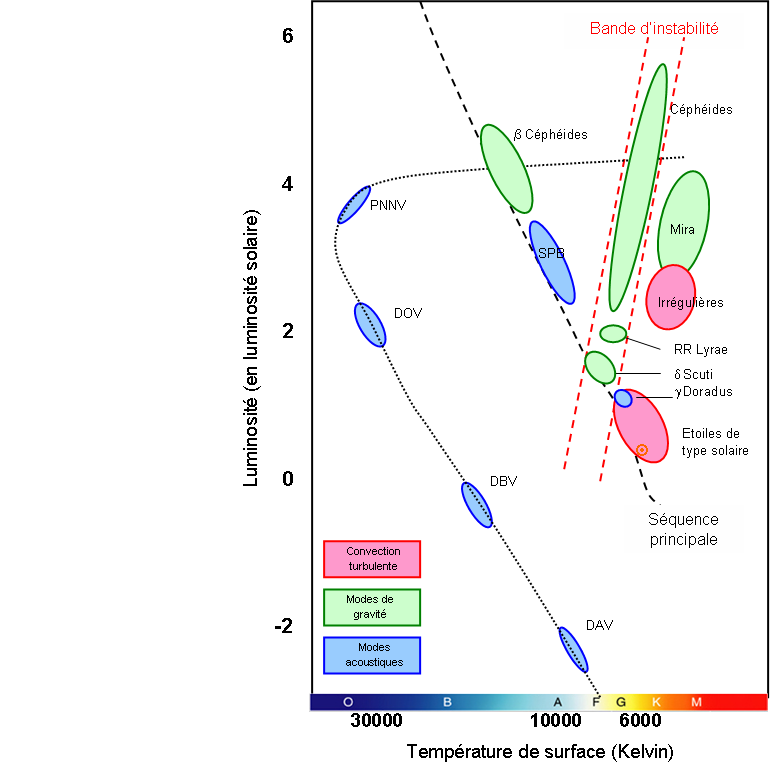
Diagramme HR des variables pulsantes.

La bande d'instabilité coupe la séquence principale dans la région des étoiles de types A et F (1–2 M☉) et s'étend aux supergéantes brillantes de types G et K précoce (M précoce si les étoiles de type RV Tauri à leur minimum sont incluses). Au-dessus de la séquence principale, la grande majorité des étoiles situées dans la bande d'instabilité sont variables. A l'endroit où la bande d'instabilité croise la séquence principale, la grande majorité des étoiles sont stables, mais il existe quelques variables, dont les étoiles roAp.

## Pulsations
Les étoiles dans la bande d'instabilité pulsent à cause de He III (hélium doublement ionisé). Dans les étoiles normales A-F-G, He est neutre dans la photosphère stellaire. Plus bas sous la photosphère, à environ 25 000–30 000 K, commence la couche He II (première ionisation de He). La deuxième ionisation (He III) commence à environ 35 000–50 000 K.
Quand l'étoile se contracte, la densité et la température de la couche He II s'accroissent. He II commence à se transformer en He III (deuxième ionisation). Cela provoque un accroissement de l'opacité de l'étoile et le flux d'énergie provenant de l'intérieur de l'étoile est davantage absorbé. La température de l'étoile augmente et elle commence à gonfler. Après l'expansion, He III commence à se retransformer en He II et l'opacité de l'étoile chute. Cela fait diminuer la température de surface de l'étoile. Les couches externes se contractent et le cycle reprend depuis le début.
Le déphasage entre les pulsations radiales d'une étoile et les variations de luminosité dépend de la distance de la zone He II à la surface stellaire dans l'atmosphère stellaire. Pour la plupart des céphéides, cela donne une courbe de lumière clairement asymétrique, montant rapidement vers le maximum puis descendant lentement vers le minimum.

## Autres étoiles pulsantes
Il existe plusieurs types d'étoiles pulsantes qui ne se trouvent pas sur la bande d'instabilité et avec des pulsations produites par des mécanismes différents. Aux basses températures se trouvent les étoiles AGB variables à longue période. Aux hautes températures se trouvent les variables de type Beta Cephei et de type PV Telescopii. Juste au bord de la bande d'instabilité à proximité de la séquence principale se trouvent les variables de type Gamma Doradus. La bande des naines blanches possède trois types de variables dans des régions séparées : les naines banches DOV, DBV et DAV (= variables de type ZZ Ceti). Chacun de ces types de variables pulsantes a une bande d'instabilité associée,, créée par des régions d'ionisation partielle à opacité variable autres que l'hélium.
La plupart des supergéantes très lumineuses sont quelque peu variables, dont les variables de type Alpha Cygni. Dans la région particulière des étoiles plus lumineuses situées au-dessus de la bande d'instabilité se trouvent les hypergéantes jaunes qui présentent des pulsations irrégulières et des éruptions. Les très chaudes variables lumineuses bleues pourraient être apparentées et montrent des variations similaires de spectre et de luminosité à court et long terme avec des éruptions irrégulières.